# Malí en los Juegos Olímpicos de Barcelona 1992
Malí estuvo representado en los Juegos Olímpicos de Barcelona 1992 por cinco deportistas, tres hombres y dos mujeres, que compitieron en dos deportes.
El equipo olímpico maliense no obtuvo ninguna medalla en estos Juegos.